# 100 mètres dos masculin aux Jeux olympiques de 1912
Navigation
Londres 1908 Anvers 1920
L'épreuve de 100 mètres dos hommes des Jeux olympiques de 1912 a eu lieu du 9 juillet 1912 au 13 juillet 1912 dans un bassin long de 100 mètres construit dans la baie de Djurgårdsbrunnsviken à Stockholm.
Le record du monde de la distance établi en juillet 1911 par le Hongrois András Baronyi vient d'être battu à deux reprises en avril 1912 par les Allemands Oskar Schiele puis Otto Fahr en 1 min 15 s 6. L'Américain Harry Hebner domine le dos de l'autre côté de l'Atlantique, mais sur les distances de 100 et 150 yards. Ses performances potentielles sur la distance olympique sont mal connues.
Le 100 mètres dos est marqué par la première victoire en compétition du « dos crawlé ». Le vainqueur de l'épreuve olympique Harry Hebner utilise, dès les séries, un style nouveau, avec un retour aérien alterné des bras et des battements de jambes. Ses adversaires malheureux portent réclamation après la finale. Les officiels de l'équipe américaine expliquent que le règlement ne demande que de rester tout le temps sur le dos. Les juges-arbitres en conviennent et homologuent la victoire d'Hebner. Cependant, ce style n'est alors pas forcément plus rapide que le « dos brassé » puisque le record du monde de l'Allemand Otto Fahr qui finit deuxième n'est pas battu.
Les différentes séries de cette épreuve (du premier tour à la finale) sont très lentes, toujours à près de six secondes du record du monde, et jamais sous les 1 min 20 s. L'Américain Hebner réalise le meilleur temps des séries, des demi-finales et de la finale quand le recordman du monde l'Allemand Fahr réalise le deuxième temps des séries, des demi-finales et de la finale. Par contre, le Hongrois Baronyi, troisième temps des séries et des demi-finales se fait surprendre en finale et termine au pied du podium.

## Séries
| Série | Rang | Pays | Nom                     | Temps        | Qualification          |
| ----- | ---- | ---- | ----------------------- | ------------ | ---------------------- |
| 1     | 1    |      | Harry Hebner            | 1 min 21 s   | Q                      |
| 1     | 2    |      | Otto Groß               | 1 min 24 s   | Q                      |
| 1     | dsq  |      | Oskar Schiele           | n.c          | disqualifié            |
| 2     | 1    |      | Otto Fahr               | 1 min 22 s   | Q                      |
| 2     | 2    |      | George Webster (en)     | 1 min 29 s 4 | Q                      |
| 2     | 3    |      | Hugo Lundevall (en)     | 1 min 46 s 8 |                        |
| 2     | dsq  |      | János Wenk (en)         | 1 min 28 s 6 | disqualifié            |
| 3     | 1    |      | András Baronyi          | 1 min 22 s   | Q                      |
| 3     | 2    |      | Paul Kellner            | 1 min 26 s   | Q                      |
| 3     | 3    |      | Harry Svendsen (en)     | 1 min 47 s 2 |                        |
| 3     | dsq  |      | Oscar Grégoire          | 1 min 29 s 8 | disqualifié            |
| 4     | 1    |      | Herbert Haresnape       | 1 min 27 s   | Q                      |
| 4     | 2    |      | Erich Schultze          | 1 min 27 s 2 | Q                      |
| 4     | 3    |      | Gunnar Sundman (en)     | 1 min 31 s 2 | q (meilleur troisième) |
| 4     | 4    |      | John Johnsen (en)       | 1 min 34 s 2 |                        |
| 5     | 1    |      | László Szentgróthy (en) | 1 min 26 s 6 | Q                      |
| 5     | 2    |      | Frank Sandon (en)       | 1 min 31 s 8 | Q                      |

Les séries doivent se dérouler le mardi 9 juillet : les quatre premières à 12 h 15 et les trois dernières à 19 h 30. Le lendemain, mercredi 10 juillet, le deuxième tour (trois séries) est supposé avoir lieu à midi et les demi-finales à 19 h. La finale est programmée le samedi 13 juillet à 19 h 40.
Cependant, 21 nageurs déclarent forfait : le Sud-Africain George Godfrey ; l'Autrichien Josef Selmeczi ; cinq Français Émile Bangerter, Henri Dubois, Victor Pierre Eggman, Daniel Lehu et Maurice Quintard ; le Britannique James Slane ; les Grecs Andréas Asimakópoulos et Pantelis Psychas ; trois Hongrois Nikolaus Bartkó, Ivan Géczy et Istvan Wendelin ; cinq Italiens Davide Baiardo, Virgilio Bellazza, Aldo Cigheri, Mario Massa et Mario Portolongo ; les Russes Viktor Baranov et Aleksey Andreyev ; et le Suédois Pontus Hansson. Les 18 restants sont répartis sur cinq séries le mardi 9 juillet : trois à 12 h 15 et deux à 19 h. Le deuxième tour est annulé et les qualifiés vont en demi-finale,.
Les deux premiers de chaque série et le meilleur troisième sont qualifiés pour le tour suivant.
L'Américain Harry Hebner, dès les séries utilise un style nouveau, avec un retour aérien alterné des bras et un battement de jambes, proche du « dos crawlé ». Jusque là, le style est alors encore une application sur le dos des styles ventraux. Le plus souvent, les nageurs utilisent le « dos brassé », une sorte de brasse simultanée sur le dos : les bras tendus dans le prolongement du corps sont amenés dans un grand mouvement circulaire à plat rapide jusqu'aux cuisses ; là ils sont ramenés à la position initiale en passant le long du corps, sous l'eau, parfois mais rarement le nageur peut faire un retour aérien, avec le problème que ce type de retour amène la tête sous l'eau ; peu d'utilisation de mouvements de jambes, sauf chez les meilleurs car ils posent comme toujours un problème d'équilibre amenant la tête sous l'eau. Certains nageurs peuvent aussi utiliser une forme de trudgeon sur le dos. Le règlement de l'épreuve olympique de dos évoque le départ dans l'eau, face au mur et la nécessité de réaliser toute la course sur le dos, sans autre détail.
Hebner remporte facilement la première série, en 1 min 21 s, tout comme l'Allemand Otto Fahr dans la deuxième en 1 min 22 s et le Hongrois András Baronyi dans la troisième en 1 min 22 s aussi. Le soir, dans la seconde partie des séries, la cinquième et dernière est elle aussi facilement dominée par le vainqueur hongrois László Szentgróthy (en) en 1 min 26 s 6. Seule la quatrième série propose un peu de suspense entre le vainqueur britannique Herbert Haresnape médaillé de bronze à Londres qui réalise 1 min 27 s (comme en finale à Londres) et l'Allemand Erich Schultze qui s'incline de deux dixièmes en 1 min 27 s 2. Les séries sont marquées par de nombreuses disqualifications,.

## Demi-finales
| Série | Rang | Pays | Nom                     | Temps        | Qualification          |
| ----- | ---- | ---- | ----------------------- | ------------ | ---------------------- |
| 1     | 1    |      | Harry Hebner            | 1 min 20 s 8 | Q                      |
| 1     | 2    |      | Otto Fahr               | 1 min 21 s 8 | Q                      |
| 1     | 3    |      | András Baronyi          | 1 min 26 s 2 | q (meilleur troisième) |
| 1     | 4    |      | László Szentgróthy (en) | 1 min 26 s 4 |                        |
| 1     | 5    |      | Erich Schultze          | n.c          |                        |
| 1     | 6    |      | George Webster (en)     | n.c          |                        |
| 2     | 1    |      | Otto Groß               | 1 min 26 s   | Q                      |
| 2     | 2    |      | Paul Kellner            | 1 min 26 s 2 | Q                      |
| 2     | 3    |      | Herbert Haresnape       | 1 min 26 s 8 |                        |
| 2     | 4    |      | Frank Sandon (en)       | 1 min 32 s 2 |                        |
| 2     | 5    |      | Gunnar Sundman (en)     | 1 min 35 s   |                        |

Les deux premiers de chaque demi-finale et le meilleur troisième sont qualifiés pour la finale.
Les demi-finales sont aussi lentes que les séries. La première demi-finale, où s'affrontent les trois meilleurs temps des séries (l'Américain Hebner, l'Allemand Fahr et le Hongrois Baronyi), ainsi que deux recordmen du monde (Fahr et Baronyi) est très disputée, permettant au Hongrois de se hisser en finale, au titre du meilleur troisième. La seconde demi-finale est plus lente, mais tout aussi disputée entre les trois premiers qui se tiennent en moins d'une seconde à l'arrivée,.

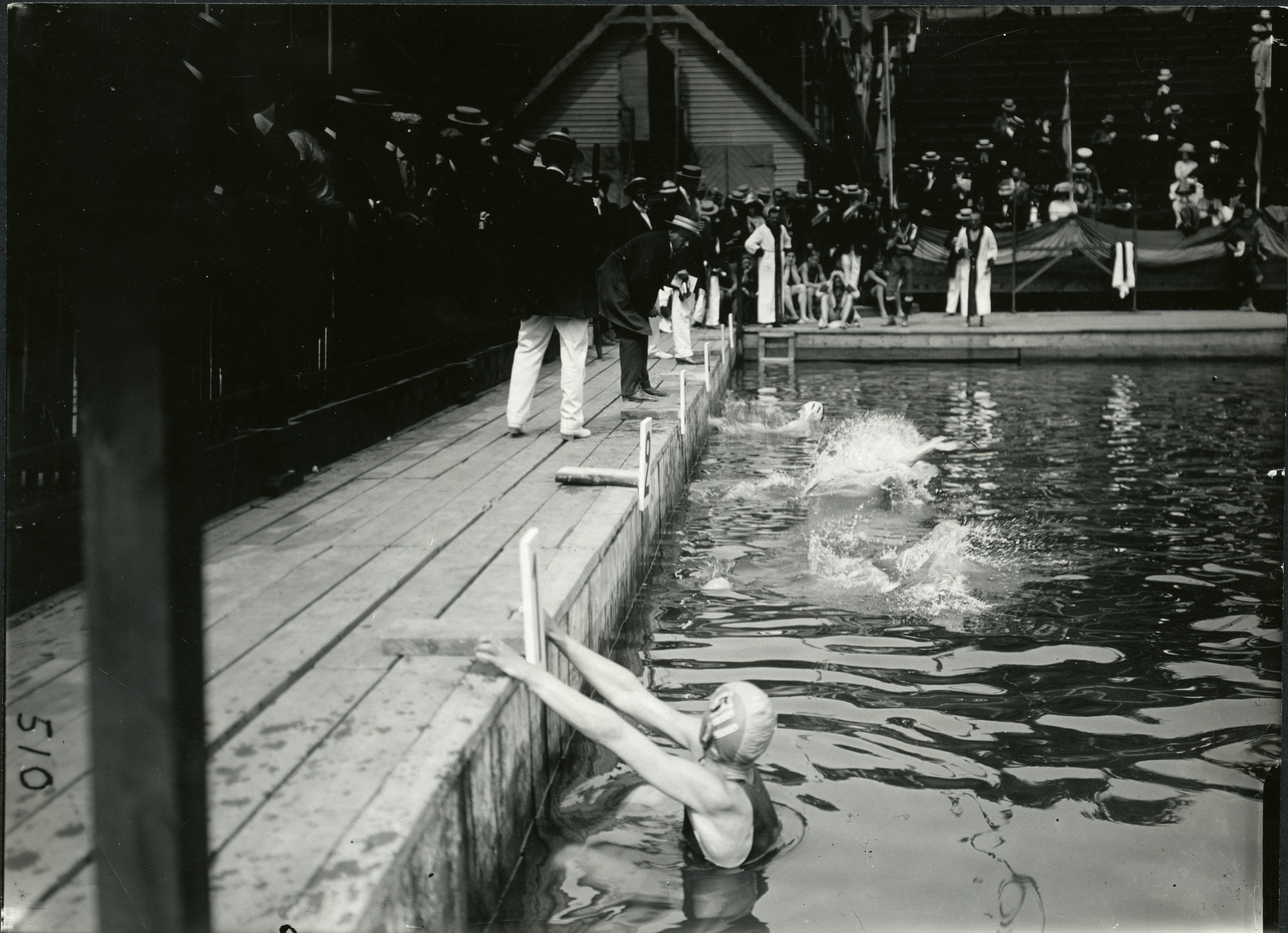
Départ de la première série du 100 mètres dos hommes.

## Finale
| Rang | Pays | Nom            | Temps        |  |
| ---- | ---- | -------------- | ------------ |  |
| 1    |      | Harry Hebner   | 1 min 21 s 2 |  |
| 2    |      | Otto Fahr      | 1 min 22 s 4 |  |
| 3    |      | Paul Kellner   | 1 min 24 s   |  |
| 4    |      | András Baronyi | 1 min 25 s 2 |  |
| 5    |      | Otto Groß      | 1 min 25 s 8 |  |

Si la course commence par un faux départ, aucun nageur n'est disqualifié. L'Américain Harry Hebner prend immédiatement la première place pour ne plus la lâcher : la tête un peu sortie de l'eau, il surveille et contrôle ses adversaires. Le détenteur du record du monde, l'Allemand Otto Fahr reste en deuxième place toute la course. Il est d'abord suivi de près par l'ancien détenteur du record du monde, le Hongrois András Baronyi. Celui-ci est menacé par l'Allemand Otto Groß, qui nage à l'extrémité droite du bassin. Tout à leur lutte, ils ne prêtent pas attention au troisième Allemand, Paul Kellner, situé à l'extrémité gauche du bassin. Grâce à un sprint final, Kellner s'adjuge la troisième marche du podium,.
C'est alors que le style, « non-orthodoxe » pour l'époque d'Hebner est contesté. Ses adversaires malheureux portent réclamation. Les officiels de l'équipe américaine expliquent que le règlement ne demande que de rester tout le temps sur le dos. Les juges-arbitres en conviennent et homologuent la victoire d'Hebner. Cependant, ce style n'est alors pas forcément plus rapide que le « dos brassé » puisque le record du monde de l'Allemand Otto Fahr qui finit deuxième n'est pas battu.